# 羽仁就智
羽仁 就智（はに なりとも）は、戦国時代から江戸時代にかけての武将。毛利氏の家臣で、長州藩士。羽仁氏は厳島神主家配下の神領衆であり、安芸国佐伯郡草津や己斐を領知し、草津城を居城とした国人。

## 生涯
天文21年（1552年）、羽仁藤直の嫡男として生まれる。
天文23年（1554年）の防芸引分で毛利元就が陶晴賢と袂を分かつと、元就と懇意にしていた就智の伯父・羽仁有繁は、武道の義理を違えて晴賢に背き元就に味方をすることは出来ないとして、晴賢へ味方することに決めた。一方で有繁は、藤直は元就に味方するように言ったが、藤直は自分が元就に味方すると父子で争う事になるとして、元就への味方を断った。
そこで当時3歳の就智を元就に預け、就智が成人した際に御用に立つようなら毛利氏の家臣とすることで羽仁氏が断絶しないよう元就へ依頼し、羽仁氏の居城である草津城と所領を無血で元就へ引き渡して、有繁と藤直は周防国山口へと退いたが、翌年の天文24年（1555年）10月1日の厳島の戦いにおいて戦死した。
永禄10年（1567年）9月13日、元就の加冠によって元服し、「就智」と名乗る。天正7年（1579年）1月17日には毛利輝元から「右衛門尉」の官途名を与えられた。また、時期は不明であるが、輝元より玉木の地の半分を与えられている。
慶長17年（1612年）7月27日に死去。享年61。子の元胤が後を継いだ。